# 勒托喷泉

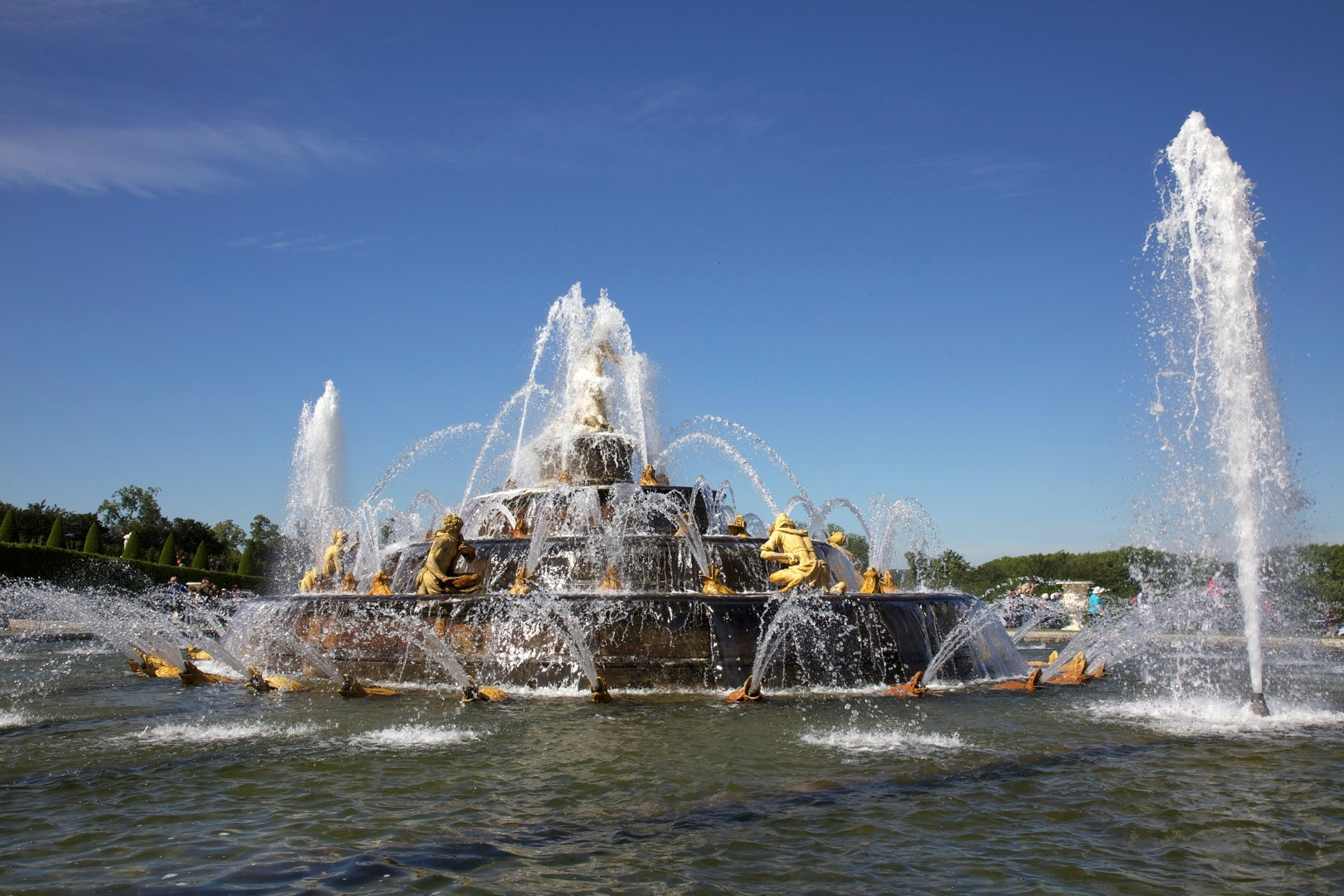

勒托喷泉（Latona Fountain）位于凡尔赛宫和大运河之间。在顶层，有一尊女神勒托雕像. 在旺季，勒托喷泉每周开放三次。

## 设计
勒托喷泉泉为婚礼蛋糕风格，由Balthazar Marsy设计。除了勒托之外，还有她的孩子阿波罗和戴安娜。喷泉的第二层和第三层有青蛙，而最低层有海龟和鳄鱼。

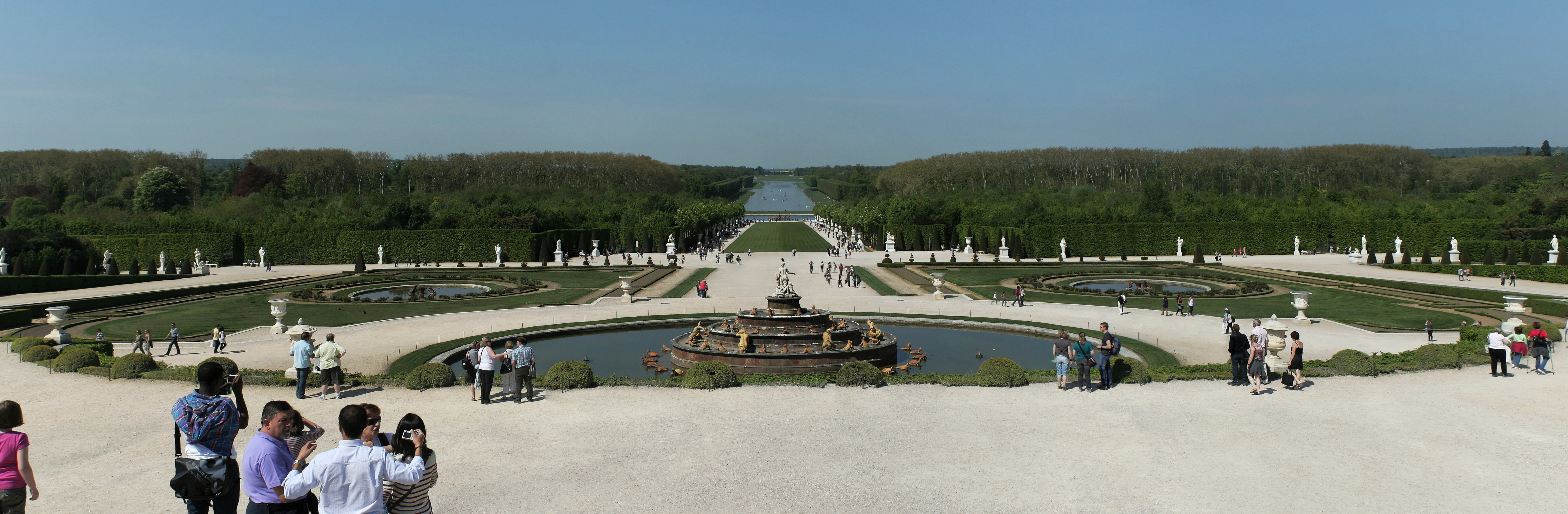
全景

勒托喷泉为芝加哥白金汉喷泉的灵感来源。